# نوک پستان

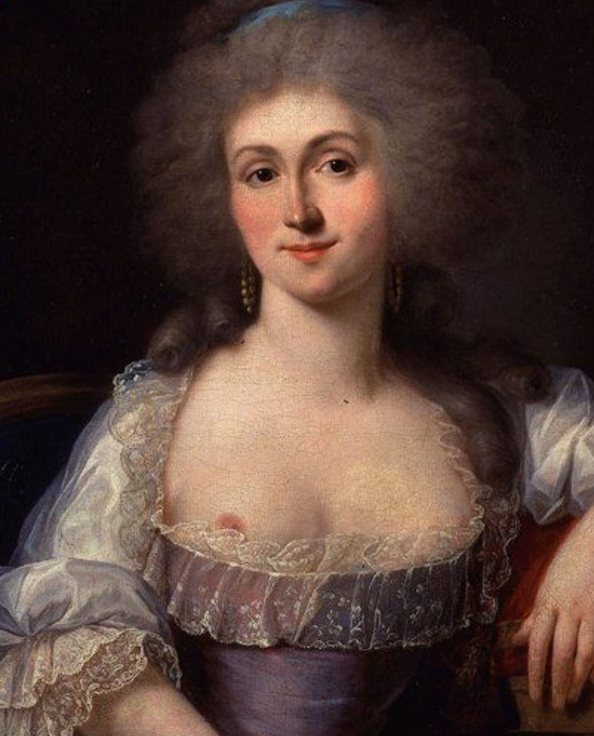
پرتره اثر ژوزف دوپلسی از ماری ترز لوئیز از دودمان ساووی که نوک سینه‌اش را بیرون آورده است (مربوط به قرن هجدهم).

نوک پستان (به انگلیسی: Nipple)، برآمدگی روی (پستان) است که در جانوران ماده شیر از آن خارج می‌شود. در بعضی فرهنگ‌ها نوک پستان جزء نقاط شهوانی به‌شمار می‌آید.

## در طول بلوغ

### نوزادان
اکثر انسان‌ها درست بعد از تولد دو نوک پستان دارند که در قسمت میانی سینه قرار گرفته و با هاله دور پستان احاطه شده است. در برخی نوزادان پس از تولد چندین نوک پستان نیز ممکن است ظاهر شوند ولی به مرور زمان از بین می‌روند. هرچند در برخی موارد ممکن است تا بزرگ‌سالی نیز باقی بمانند.

### بالازدگی
بالا آمدگی نوک پستان به دلیل وجود تمرکز ماهیچه صاف در اطراف نوک پستان است.

### تغییر در اندازه
اندازه متوسط بیرون آمدگی نوک پستان در زنان ۱۰ میلی‌متر است. حاملگی و شیر دادن باعث افزایش اندازه برآمدگی نوک پستان می‌شود.

## نوک پستان در انسان

### تحریک نوک پستان
نوک پستان مردان و زنان یکی از نواحی شهوانی محسوب می‌شود که معمولاً توسط دست یا تحریک دهانی نوک پستان در عشق بازی پیش از عمل جنسی تحریک می‌شود. بافت عصبی در نوک پستان مرد و زن مشابه است، هر چند توزیع بافت عصبی در مردها متمرکز است و در زنان پخش است. پس از بلوغ به دلیل تأثیرات هورمونی سینه زنان حساس تر می‌شود. نوک پستان حین تحریک جنسی به موجب تحریک نوک پستان می‌شود که به صورت سفت و شق در می‌آید.
نوک پستان و هاله دور پستان توانایی تحریک شدن جنسی را دارا هستند و در برخی زنان تحریک شدید این نواحی می‌تواند منجر به اوج لذت جنسی شود.

### ترشح نوک پستان

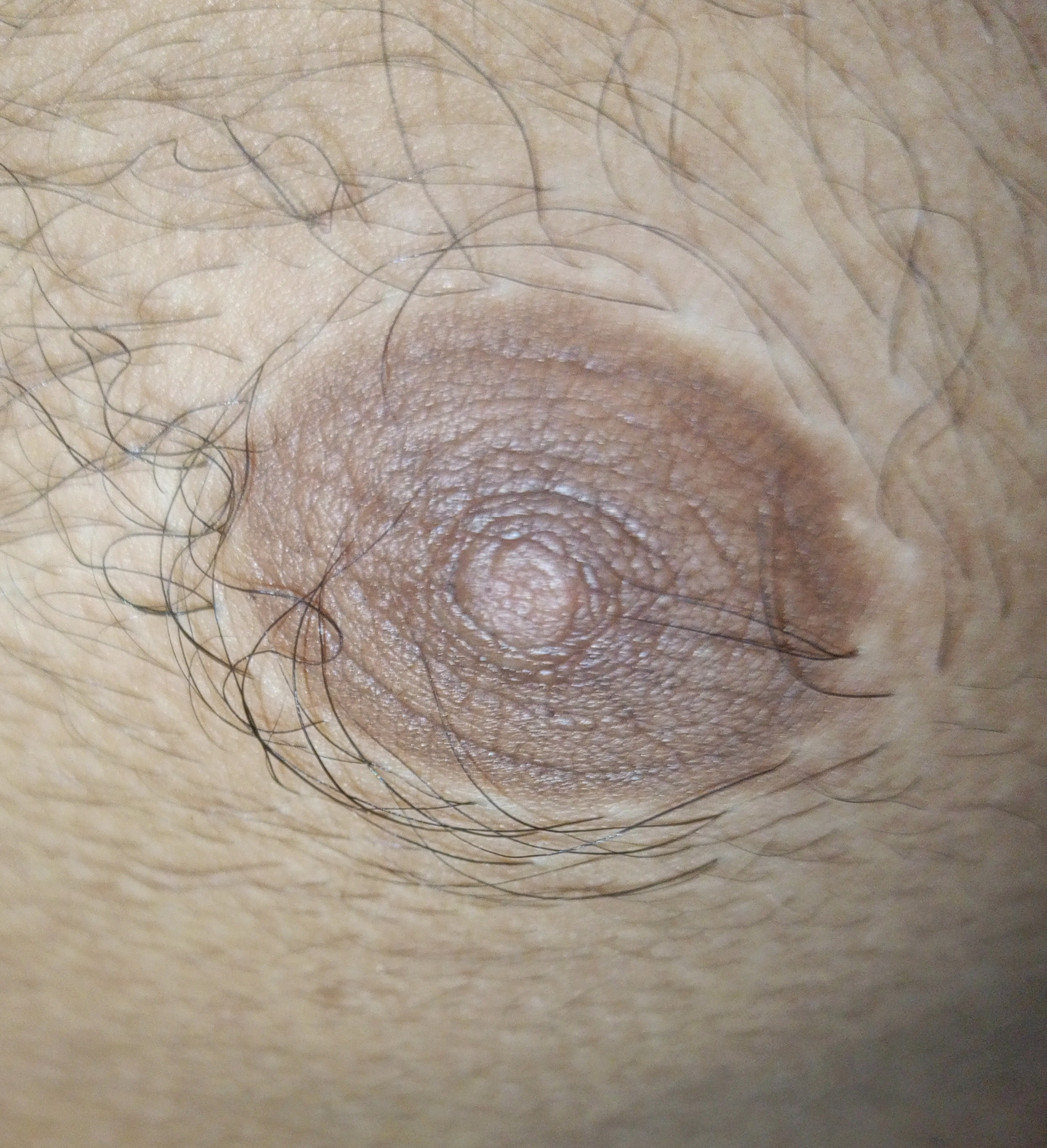
نوک پستان در مرد

با ترشح نوک پستان در جانوران ماده شیر از آن خارج می‌شود. رهاشدن مایع از نوک پستان‌ها می‌باشد. با این‌که این حالت بعد از برآمدگی پستان و درد پستان در محدودهٔ گسترده‌ای از شرایط مختلف، طبیعی درنظرگرفته‌می‌شود اما سومین دلیل عمده‌ای است که زنان برای مراقبت‌های پزشکی، برای آن به پزشک مراجعه می‌کنند. ترشحات از نظر رنگ بسیار متنوع هستند و هرچند در بسیاری از موارد نمی‌توان وجود ترشح را دلیل سرطان پستان دانست اما در صورت شروع ناگهانی و بدون سابقه قبلی حتماً باید به متخصص پستان مراجعه نمود. ترشح نوک پستان همچنین در پسران و دختران نوجوان از طریق بلوغ رخ می‌دهد. تخلیه اغلب ناشی از تحریک پستان یا از طریق تحریک توسط لباس است.

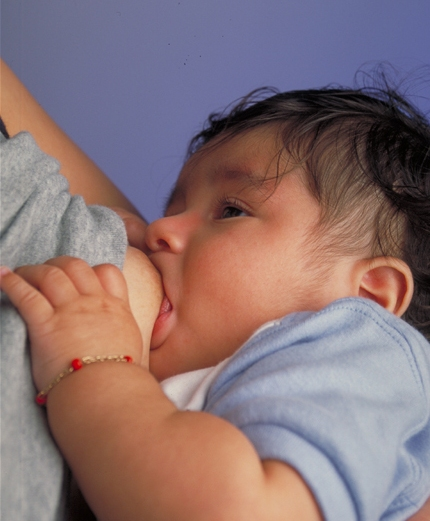
کودکی در حال شیرخوردن از نوک پستان

### پوشش
معمولاً در میان جوامع جیمنوفوبیا، نوک پستان عورت محسوب می‌شود. پاستیس پوششی است برای پوشاندن نوک و هاله پستان که معمولاً با چسب متصل می‌شود. این پوشش معمولاً با توسط رقاص‌های برهنه و در تئاترهای مضحکه و دیگر سرگرمی‌های جنسی استفاده می‌شود. در عین حال، از پاستیس گاهی به عنوان یک لباس زیر، لباس ساحل یا به عنوان شکلی از اعتراض در طی رویدادهای حقوق زنان مانند روز تاپلس که ممکن است شامل پیگرد قانونی قرار گیرد، استفاده می‌شود.